# Cheltenham, New South Wales
Cheltenham este o suburbie în Sydney, Australia.